# مسجد الأعظم

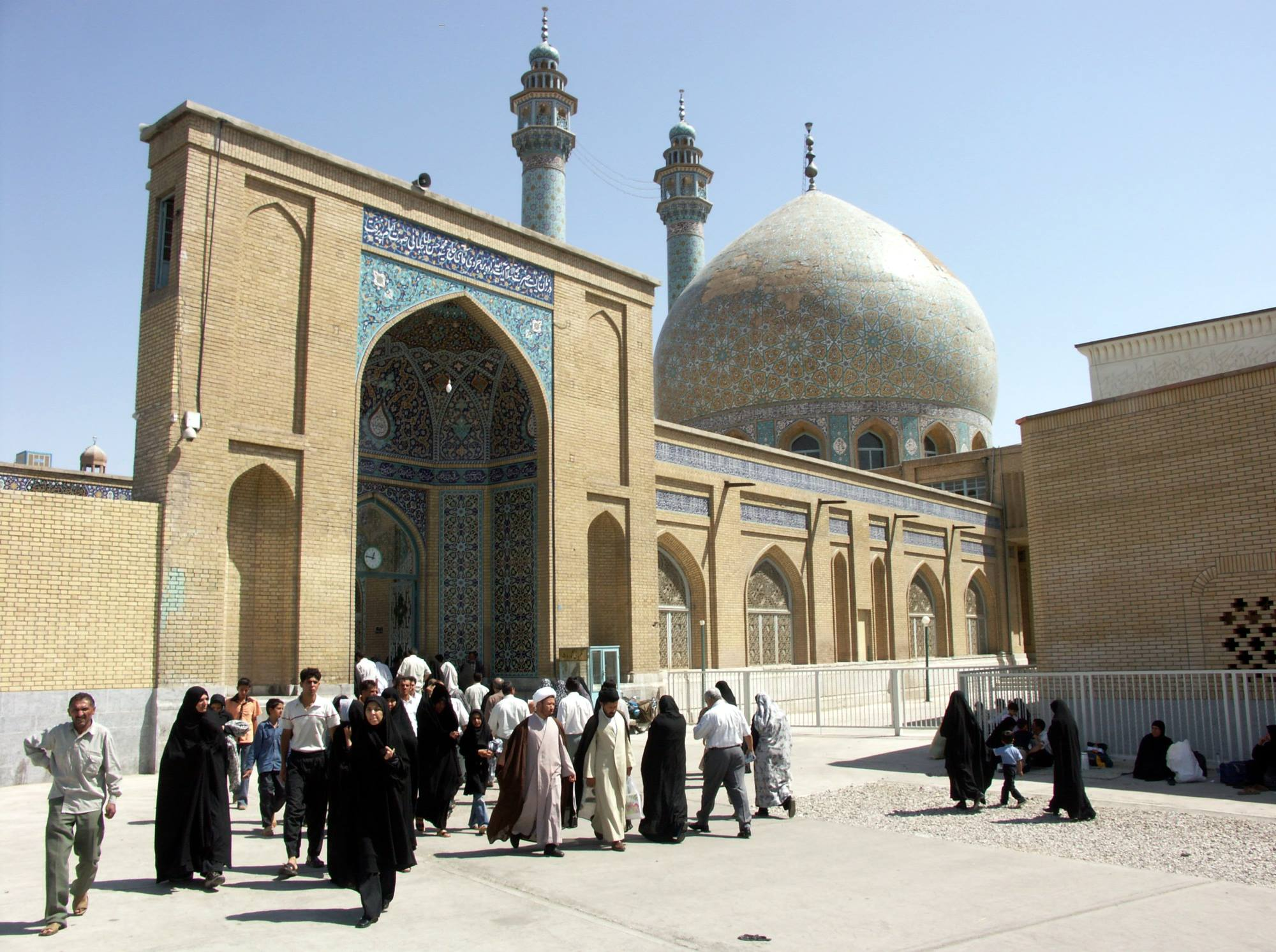
المسجد الأعظم بقم

المسجد الأعظم في قم معروف بمسجد أعظم آيةالله بروجردي أسسه آية الله العظمى السيد حسين الطباطبائي البروجردي سنة 1958 ميلادي وهو مسجد كبير بجوار مقام فاطمة بنت موسى الكاظم (الإمام السابع عند الشيعة اثنا عشرية) في قم، وقد دفن البروجردي في المسجد.
تبلغ مساحة هذا المسجد حوالي 12 ألف متر مربع.
يعتبر هذا المسجد اليوم مركز تدريس الحوزة العلمية بقم. تقام جلسات التدريس لبعض أساتذة الحوزة العلمية الكبار في هذا المسجد يوميا. اليوم أصبح هذا المسجد جزءا من مقام فاطمة بنت موسى الكاظم إثر إجراء خطط التنمية له.

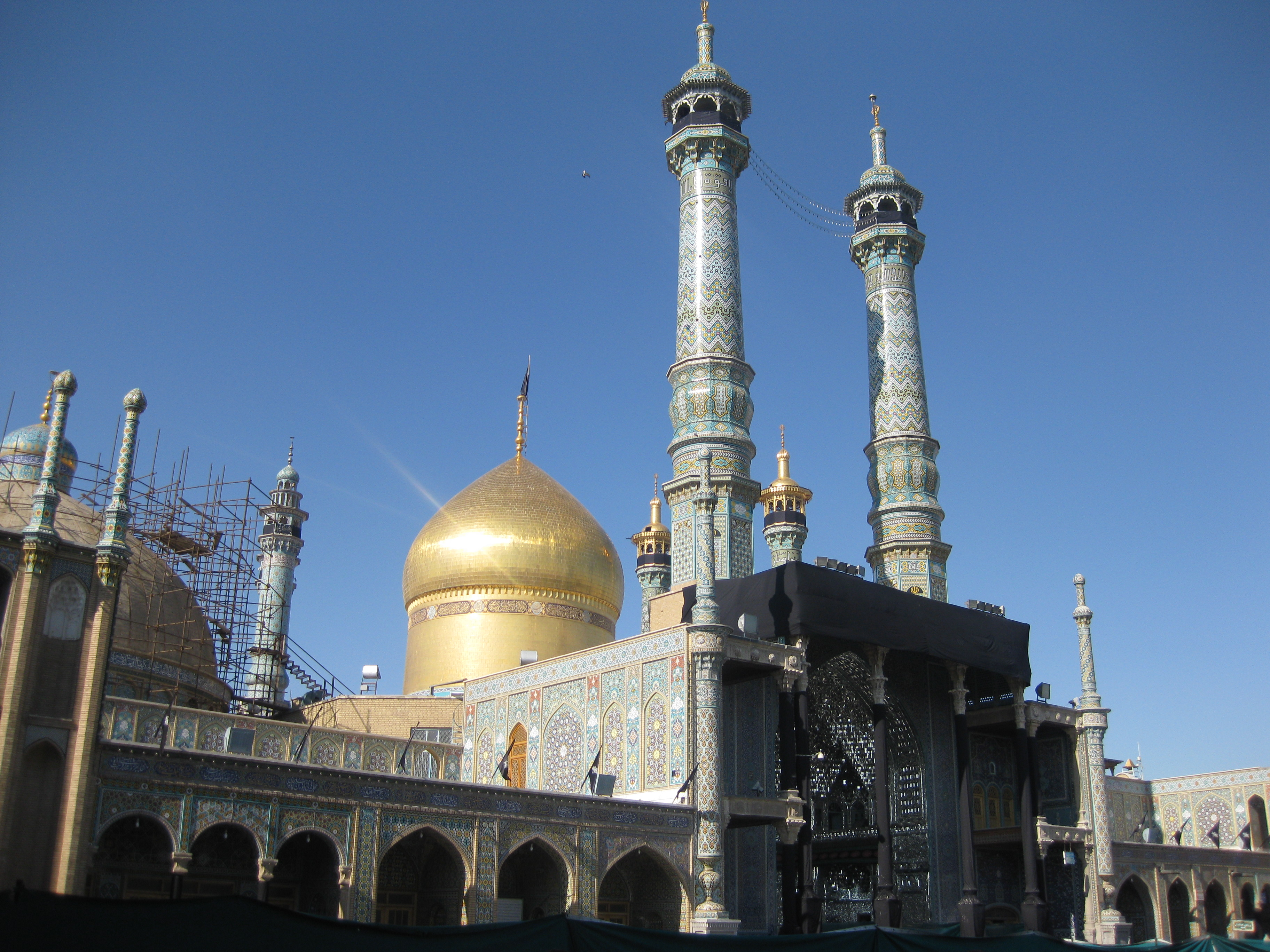
مقام فاطمة المعصومة بنت موسی الکاظم في مدینة قم